# Aline Mayagoitia
Aline Mayagoitia (Ciudad de México, 13 de febrero de 1995) es una actriz de cine y teatro mexicana-estadounidense. Protagoniza la aclamada puesta en escena Forbidden Broadway: The Next Generation.

## Primeros años
Nacida y criada en la Ciudad de México de padres productores de teatro y televisión, a los diez años se muda junto a su familia a Austin, Texas. Estudió Teatro Musical en la University of Michigan. Desde que se graduó ha protagonizado la obra Forbidden Broadway: The Next Generation. A nivel regional, ha actuado en Into The Woods, Kinky Boots, In the Heights, SIX The Musical, A Crossing - A New Musical, Cabaret y Evita (como Eva Perón).
Hará su debut cinematográfico junto a Jennifer Lopez y Diego Luna en la próxima adaptación de la novela homónima de Manuel Puig, Kiss of the Spider Woman dirigida por Bill Condon y con su estreno en 2025.

## Vida personal
Habla inglés y español con fluidez. Reside en Brooklyn, Nueva York debido a su trabajo en Broadway.